# 南海信用金庫
南海信用金庫（なんかいしんようきんこ）は、かつて1993年まで存在した信用金庫。和歌山県に本店を置いていた。

## 概要
1977年に海南信用金庫と箕島信用金庫が合併して誕生した。
1993年に和歌山信用金庫・紀州信用金庫と合併しきのくに信用金庫となった。紀州信用金庫が存続信金となっている。

## 沿革
- 1911年8月 黒江信用組合が設立
- 1912年4月 箕島信用組合が設立
- 1948年4月 黒江信用組合が「海南信用組合」に改称
- 1953年4月 海南・箕島の両信用組合が信用金庫法に基づき、それぞれ海南信用金庫・箕島信用金庫となる
- 1977年1月 海南・箕島の両信金が合併して「南海信用金庫」となる
- 1993年5月1日　和歌山信用金庫・紀州信用金庫と合併しきのくに信用金庫となる